# DJ Tuneruno

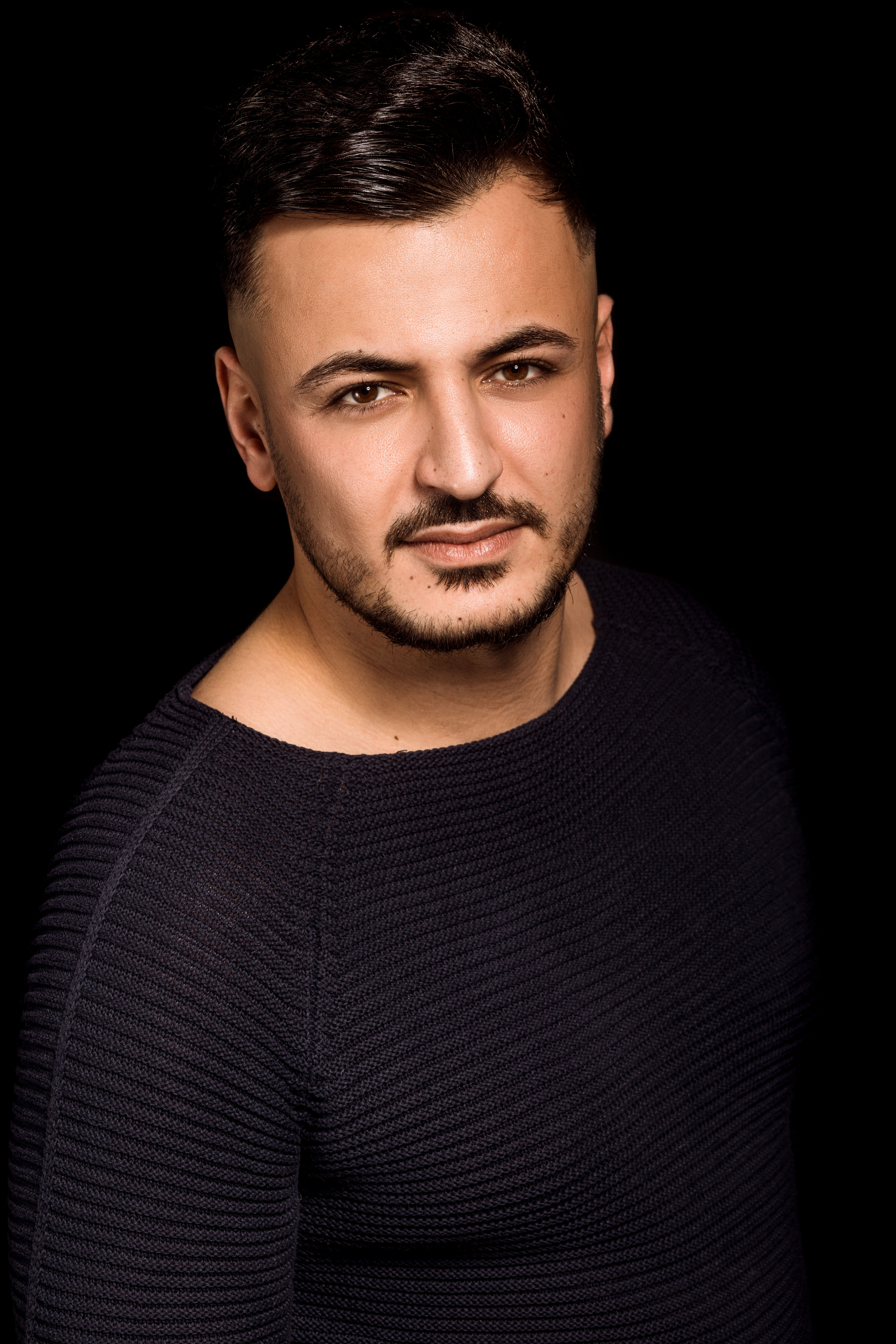
DJ Tuneruno (2018)

Tuneruno (* 1991 in Schwetzingen als Onuralp Cikik) ist ein deutsch-türkisch-arabischer Musikproduzent und DJ.

## Werdegang
Tuneruno wuchs mit drei Geschwistern auf. Seinen ersten musikalischen Einfluss erhielt er vor allem durch seinen ältesten Bruder und seinen Onkel. Während seiner Kindheit besaß sein Vater einen Musikladen, in dem er sich bereits früh mit der Musik auseinandersetzte. Da sein Onkel damals sowie heute ein professioneller Gitarrist ist, lernte der Junge durch diesen zuerst das Musizierenan der klassischen Gitarre.
Neben seinen Musikproduktionen legt Tuneruno bis heute in Clubs auf und war zwischenzeitlich Tour-DJ von Kurdo und Ardian Bujupi.
Seinen bisher größten Erfolg gelang Tuneruno 2017 mit seiner Produktion zur Single „Ya Salam“ von Kurdo. Diese erreichte in Deutschland Gold-Status und wurde über 200.000 Mal verkauft. Auch mit „Andiamo“, von Ardian Bujupi und dem aus Albanien stammenden Künstler Capital T, konnte er sich 2018 im internationalen Markt beweisen. Das Musikvideo zur Single erreichte bis 2018 über 85 Mio. Views auf YouTube.

## Produktionen
Song-Produktionen
- 2017: Ya Salam (Kurdo)
- 2018: Arigato (Ardian Bujupi)
- 2018: Andiamo (Ardian Bujupi & Capital T)
- 2018: Côte d’Azur (Ardian Bujupi & Hooss)
- 2018: Supermodels (Ardian Bujupi)

offizielle Remixes
- 2017: Meine Welt Remix (Kurdo)

## Auszeichnungen
Goldene Schallplatte
- Deutschland
  - 2017: für die Single „Ya Salam“ von Kurdo